# Jaroměř (nádraží)
Jaroměř je železniční stanice v Jaroměři, městě s přibližně 12 tisíci obyvateli v okrese Náchod v Královéhradeckém kraji. Stanice je elektrizovaná (3 kV ss).

## Historie
16. února 1855 byla rakouskými úřady schválena stavba trati z Liberce do Pardubic, mezi pěti předloženými variantami nakonec zasáhla vojenská správa, která hodlala železnici využít pro zásobování pevností Hradec Králové a Josefov. Trať stavěla a zprovozňovala po etapách společnost Jihoseveroněmecká spojovací dráha (SNDVB). Nádraží v Jaroměři muselo být umístěno tak, aby mohlo být v případě obrany odstřelováno děly z Josefova. Podle návrhu ing. Daniella se začíná stavět v říjnu 1856, celý areál včetně výpravní budovy, dílen, skladiště, vodárny a strážních domků je dokončen zhruba po roce. Po zkolaudování prvního úseku trati mezi Pardubicemi a Jaroměří přijíždí 20. října 1857 na jaroměřské nádraží slavnostní vlak tažený lokomotivami Josefstadt a Austria. Od 4. listopadu začíná ve stanici pravidelný vlakový provoz.
V polovině roku 1866 probíhala v regionu prusko-rakouská válka. 8. července vydal rakouský generál Gaiszler příkaz k odstřelu nádraží, aby nepadlo do rukou nepřítele. Namísto demolice bylo nakonec nádraží s pomocí sena a slámy podpáleno a požárem zcela zničeno. Roku 1867 se začíná se stavbou nové budovy pod označením Josefstadt-Jaroměř. Během první světové války prošlo stanicí přibližně 236 000 válečných zajatců internovaných v josefovské pevnosti. Ve 20. letech byla fasáda budovy zjednodušena a upravena dle dobových estetických konvencí.
Od roku 1993 je do Jaroměře zavedená elektrická trakce, ve směru na Liberec i Trutnov nicméně elektrické vedení nepokračuje.
18. září 1996 byla výpravní budova spolu se skladištěm, poštou, vodárenskou věží, výtopnou, točnou a kolejištěm prohlášena kulturní památkou, evidenční číslo 5945. Ve zrušeném lokomotivním depu je zde zřízeno železniční muzeum.

## Modernizace
V roce 2018 byla zahájena celková rekonstrukce železniční stanice Jaroměř, jejíž součástí byla výstavba dvou zastřešených ostrovních nástupišť s výtahy včetně podchodu vedoucího ze staniční budovy, cestových návěstidel umožňujících bezproblémový příjezd dvou vlaků k jedné nástupní hraně, nových výhybek s max. rychlostí v rozmezí 50–80 km/h, trafostanice s rozvody silnoproudu, instalace nového zabezpečovacího zařízení umožňující dálkové ovládání, oprava kolejišť včetně obou zhlaví, snesení již nepotřebných stavědel číslo 1 a 2 a rekonstrukce trakčního vedení. Opravu nádraží dostalo na starost sdružení JARO, jejíž členové jsou česká Subterra (součást koncernu Metrostav) a slovenská Eltra, za více než půl miliardy korun. V souvislosti s rekonstrukcí vzniklo nové autobusové stanoviště vedle vlakového, dosavadní autobusové nádraží bylo totiž nevyhovující a daleko od centra, s absencí kryté čekárny nebo záchodů. Byla naplánována také řada dlouhodobých výluk, během kterých byly vlaky nahrazeny náhradní autobusovou dopravou.
Výstavba měla proběhnout od 13. 2. 2018 do 10. 12. téhož roku, kvůli archeologickému průzkumu ale došlo k výraznému zpoždění. Provoz vlaků byl úplně obnoven až 21. prosince 2019, k úplnému dokončení došlo v létě 2020. Zakázka na opravu staniční budovy byla Správou železnic vypsána v prosinci 2023, zahájení stavby se očekává na jaře 2024 a měla by potrvat 18 měsíců. Odhadované náklady činí 179,7 mil. Kč.

## Fotogalerie

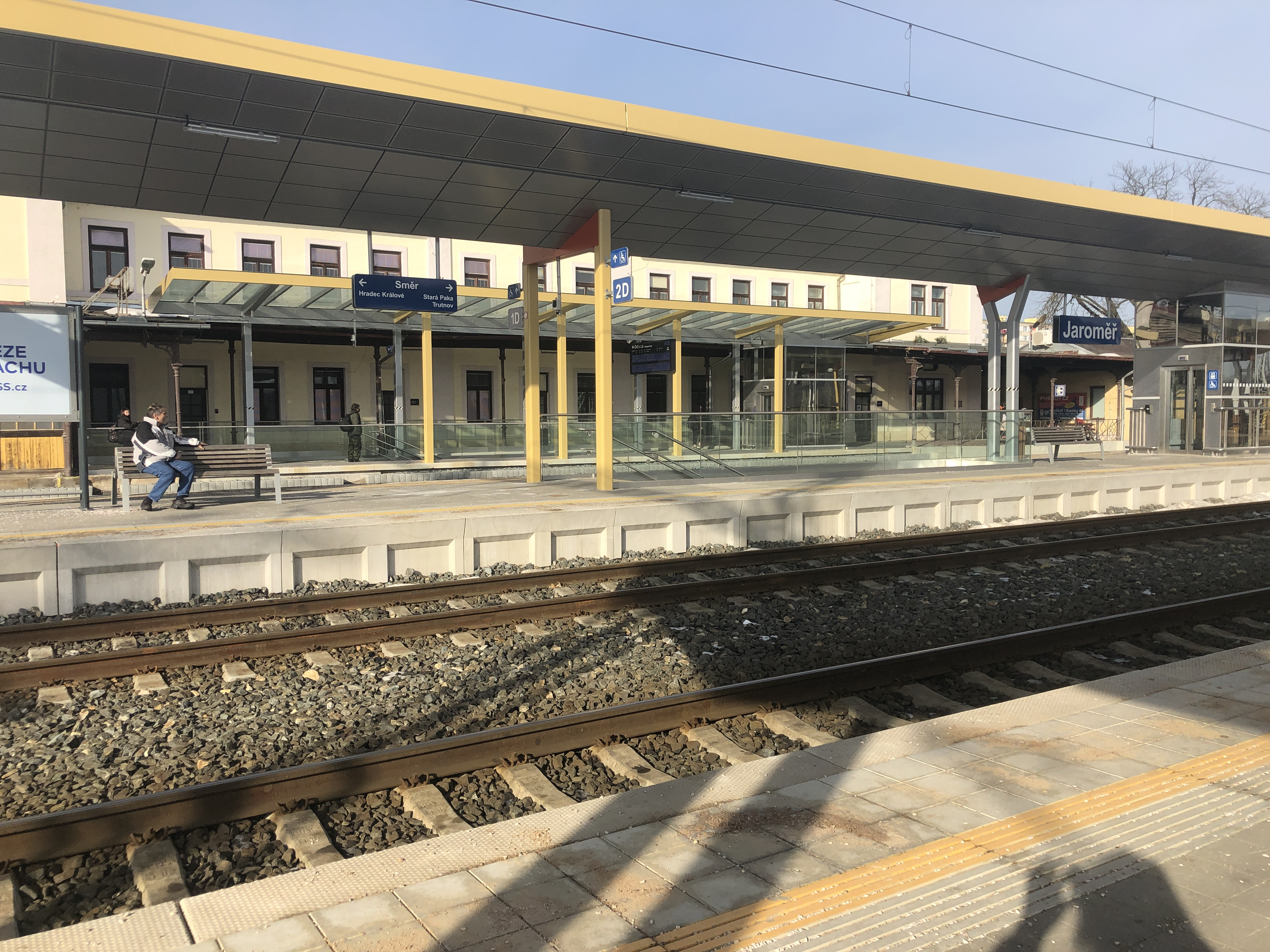
Nástupiště po modernizaci
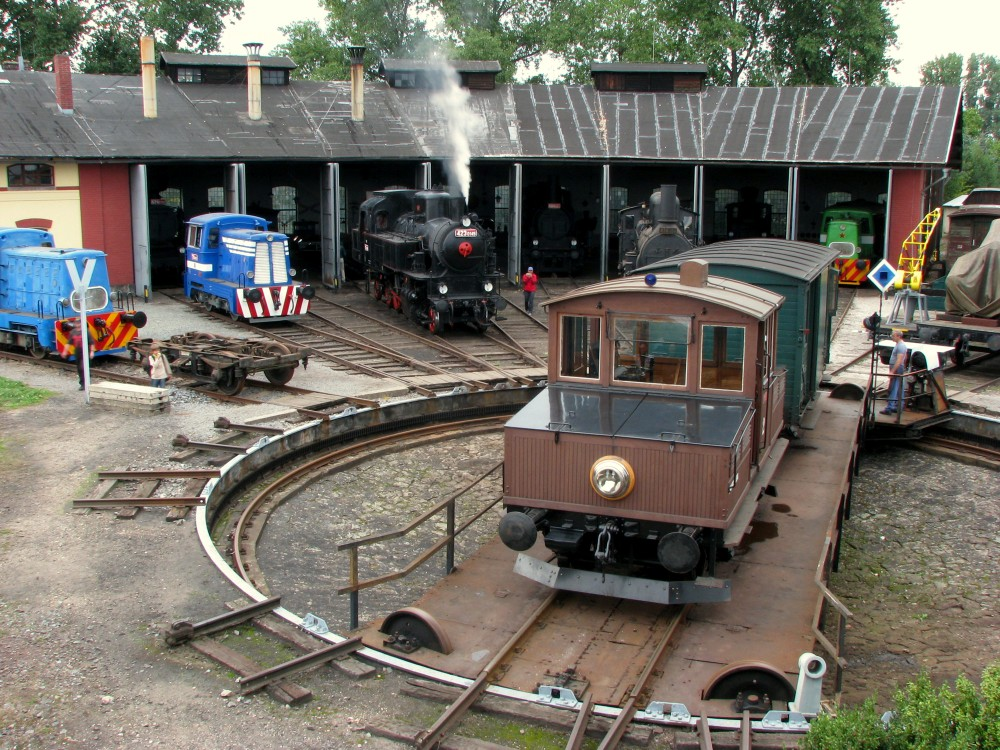
Železniční muzeum Výtopna Jaroměř
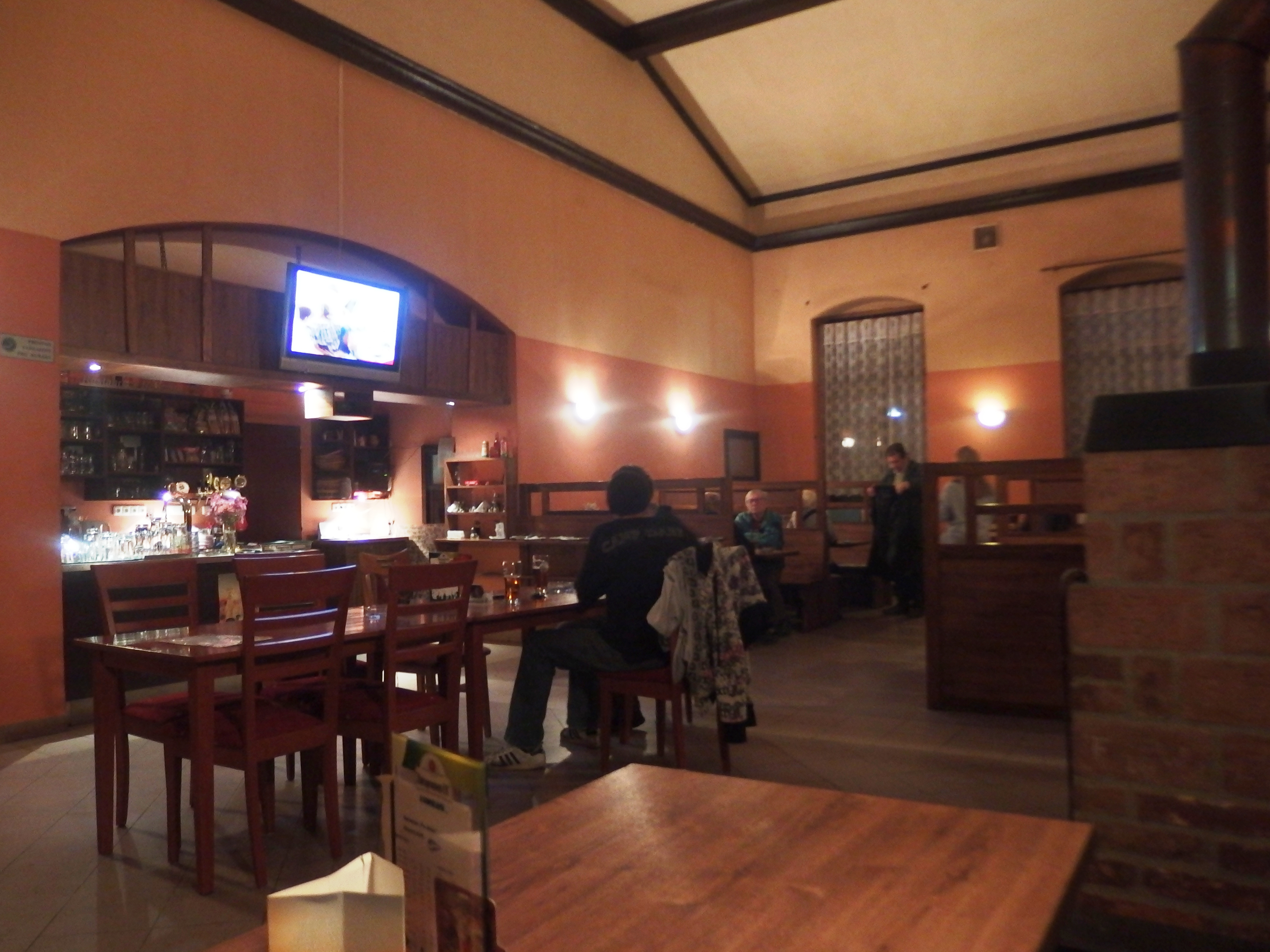
Interiér nádražní restaurace
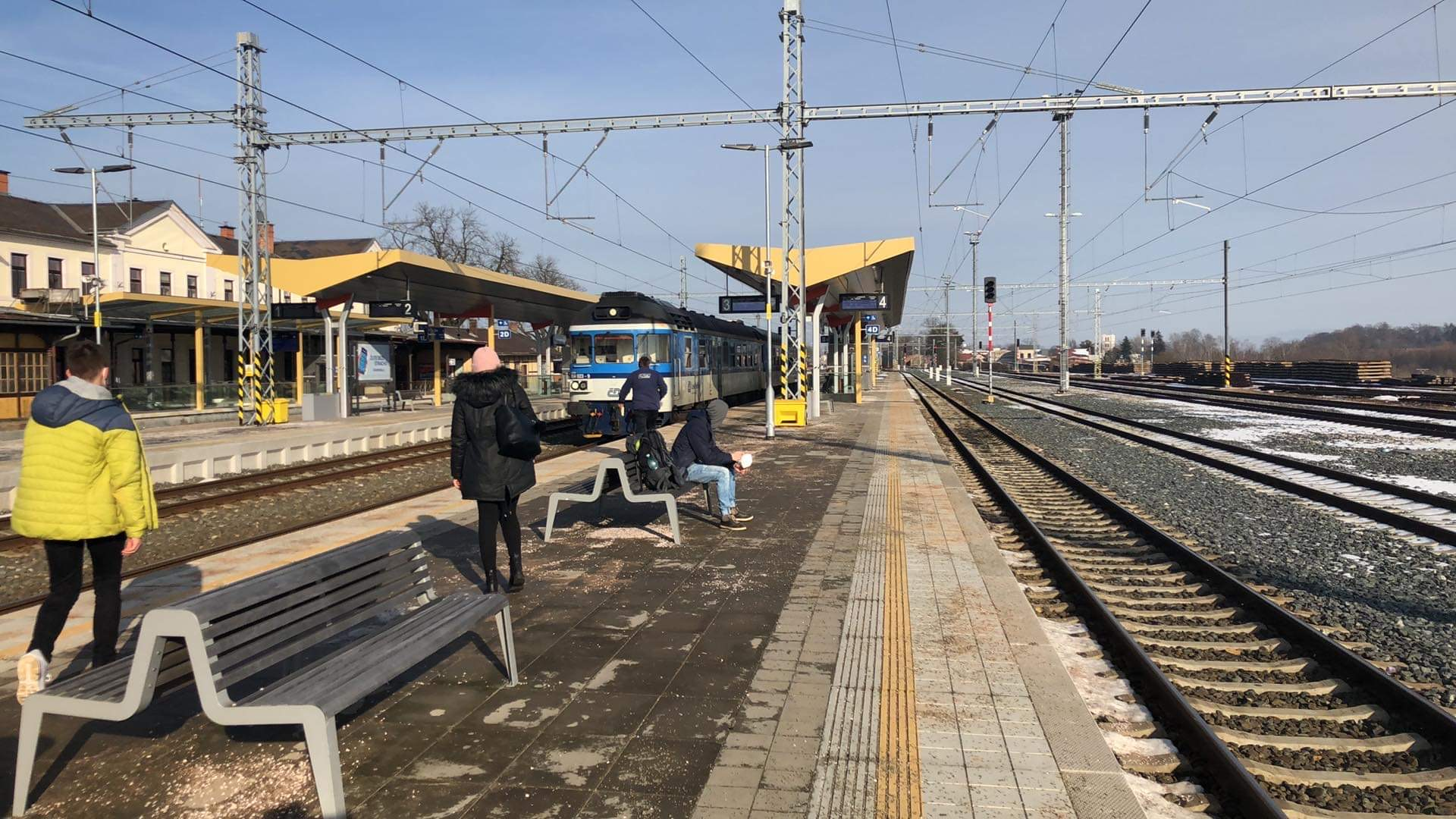
Nástupiště po modernizaci
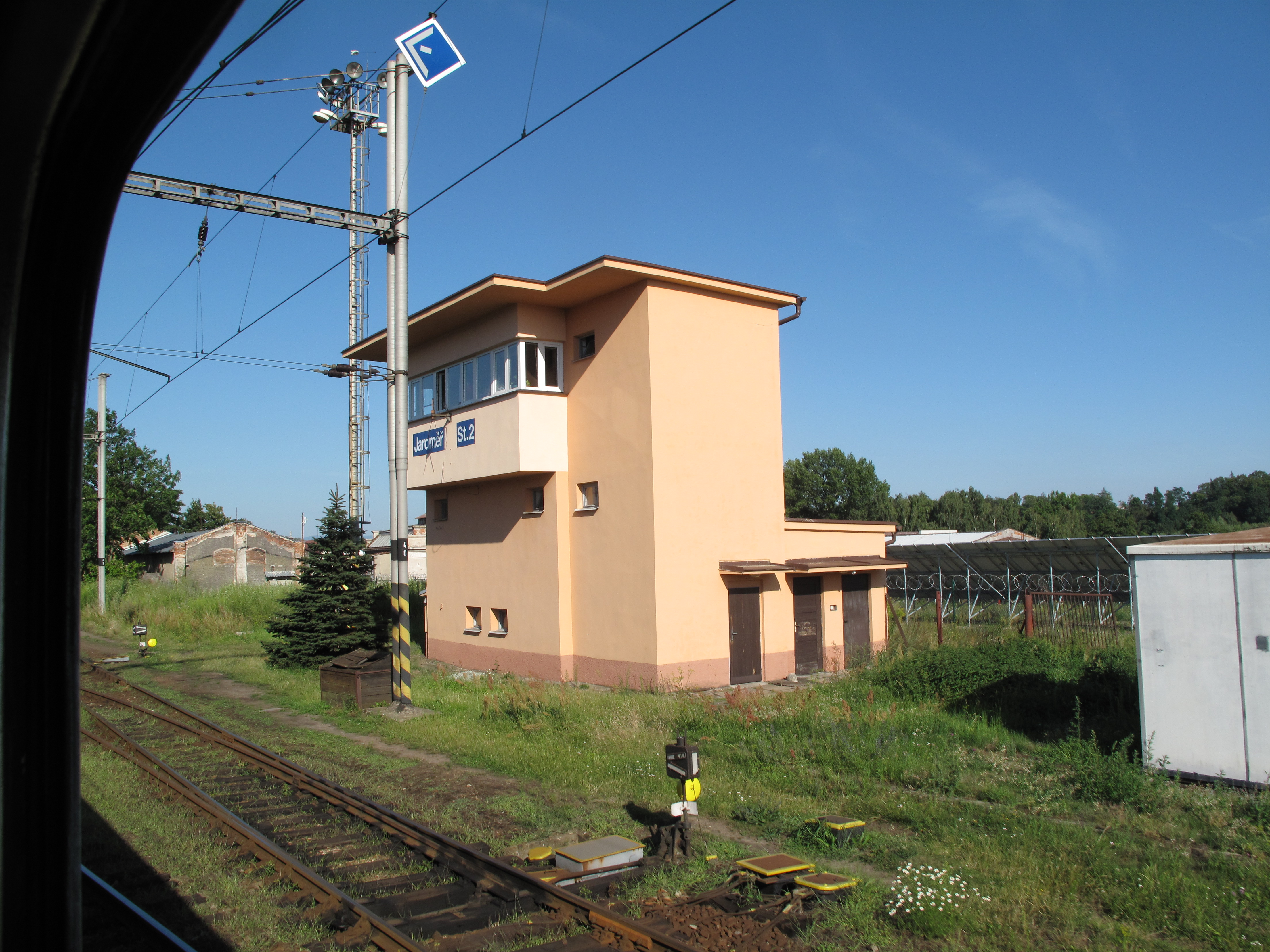
Stavědlo č. 2